# Coromotói Miasszonyunk

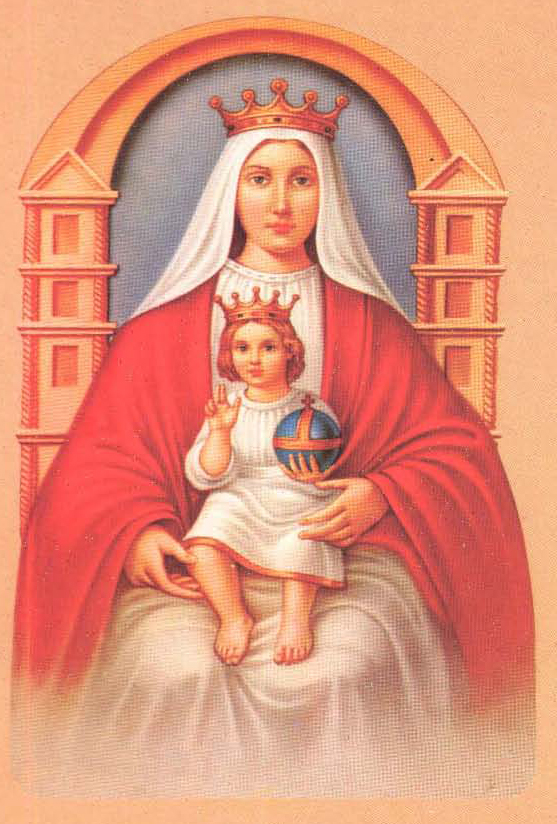
A Coromotói Mária

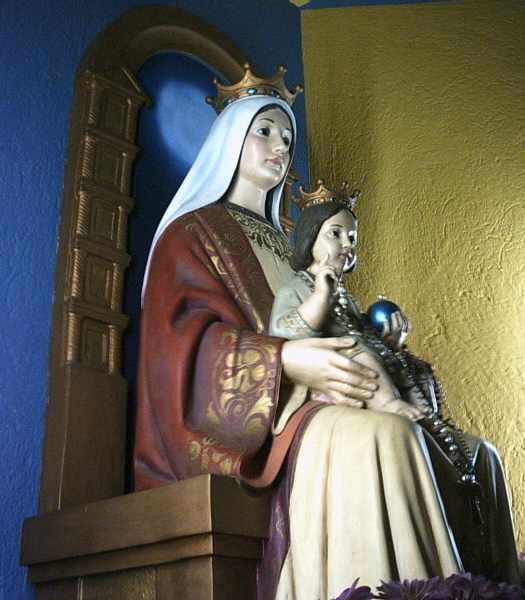
A Coromotói Szűz szobra Guanaréban.

A Coromotói Miasszonyunk (spanyolul Nuestra Señora de Coromoto,) más néven a Coromotói Szűz (Virgen de Coromoto) Szűz Mária egyik jelenése. 1942-ben Venezuela védőszentjévé nyilvánították.

## A jelenés
Amikor 1591-ben megalapították Guanare városát (Portuguesa állam fővárosa), a helyi, Cospes nevű indiántörzs az északi őserdőbe menekült. Ezután kezdődött a terület keresztény hitre térítése. Szűz Mária először az erdőben jelent meg, ahová az indiánok menekültek. 1652-ben egy bizonyos napon megjelent az indiánok főnökének, Coromotónak és a feleségének, és saját nyelvükön így szólt hozzájuk: „Menjetek el a fehér házba és kérjétek meg őket, hogy öntsenek vizet a fejetekre, hogy a mennyországba jussatok”, majd megkérte a főnököt, hogy egész törzsét kereszteltesse meg. A hagyomány szerint Coromoto főnök beszélt látomásáról don Juan Sánchez földbirtokosnak, és elmondta, hogy miután nyolc napig tanulmányozzák a katekizmust, az egész törzs készen állna felvenni a keresztséget. Számos indián megkeresztelkedett, de a főnök nem, mert félt, hogy az új vallás nem ismeri el főnöknek. Az erdőbe menekült. 
1652 szeptember 8-án a Szűz újra megjelent neki, feleségének, sógornőjének és unokaöccsének, A főnök haragjában megcélozta íjával, hogy távozásra késztesse, de a Szűzanya közeledett hozzá. Ekkor kilőtte nyilát rá. A Szűzanya látomása eltűnt, de a férfi kezében maradt egy kis pergamendarab, rajta a Szűzanya képével, ezt jelenleg a Coromotói Miasszonyunk Nemzeti Szentélyében őriznek. Coromoto még mindig nem akart megkeresztelkedni, de megmarta egy mérgeskígyó – ennek hatására azonnal meg akart keresztelkedni. Egy Barinas felé utazó keresztény férfi épp odaért, és megkeresztelte. A képecskét Coromoto eredetileg eldobta, de kis unokaöccse szólt róla Juan Sancheznek, aki másokkal együtt odament és megkereste.
Ekkor megkapta a hit ajándékát, meggyógyult, és mindenkinek hirdetni kezdte a keresztény hitet és a többi, irányítása alá tartozó indiánt is megkérte, hogy keresztelkedjenek meg, aki még nem tette. Coromoto főnök, keresztény nevén Angel Custodio („őrangyal”) magas kort ért meg. Annyira komoly hívő közösség alakult ki, hogy papot is kaptak, hogy legyen vezetője a hívő közösségnek.

## Tanulmányozás
2009 márciusában a képet konzerválni akarták, ennek kapcsán kivették az ereklyetartóból, Pablo González, Carmen Díaz és Nancy Morella Jiménez foglalkozott a restaurálási munkálatokkal, és érdekes dolgokat fedeztek fel. Így noha addig azt hitték, hogy a Szűzanya ábrázolása csak vázlatos, a nagyítás folyamán kiderült, hogy rendkívül pontos az ábrázolás, pl a bal szem képében pontosan látszik az írisz, és a szemen tükröződik a jelenéskor jelen levől képe, előtérben egy férfival, ahogy a spanyol nyelvű oldalon levő képen látszik. https://es.wikipedia.org/wiki/Nuestra_Se%C3%B1ora_de_Coromoto
Mons. Valero Ruz püspök kiemelte a kutatásokkal kapcsolatos sajtótájékoztatón, hogy összesen kettő ilyen, nem emberkéz által alkotott képe van a Szűzanyának, a Coromoto-i és a Guadalupei (melynek szemében szintén tükröződik a jelenlevők képe...).
1942-ben a venezuelai püspöki kar Venezuela fővédőszentjévé nyilvánította a Coromoto-i Szűzanyát. 
1944-ben XII. Pius pápa Venezuela védőszentjévé nyilvánította a Coromotói Szüzet, majd 1949-ben basilica minor ragra emelte a Guanare-i székesegyházat, ahol akkor őrizték az ereklyét.
Az utolsó jelenés helyén felépült templomot 1996-ban nemzeti szentéllyé nyilvánították, ezt látogatta meg Szent II. János Pál pápa amikor Venezuelában járt, majd 2007-nem XVI. Benedek pápa pedig kisebb bazilika rangjára emelte a Nemzeti Szentélyt.
A Coromoto-i Szűzanya ünnepét szeptember 11-én tartják.

## Külső hivatkozások
- A Coromotói Miasszonyunk hivatalos oldala
- VENEZUELA VIRTUAL mipunto.com
- Venezuela Tuya